# Wilujska Elektrownia Wodna
Wilujska Elektrownia Wodna (ros. Вилюйская гидроэлектростанция) – elektrownia wodna w azjatyckiej części Rosji (Jakucja) na rzece Wiluj. Zapora wodna mierzy 75 m wysokości i 600 metrów długości, posiada osiem hydrozespołów o łącznej mocy 680 MW; średnia produkcja roczna 2,71 mld. kWh.
Budowę rozpoczęto w 1960 roku w bardzo trudnych warunkach terenowo-klimatycznych (wieczna zmarzlina). Hydrozespoły oddawano do użytku w latach: 1963 (pierwszy), 1967 (drugi) i 1968 (trzeci i czwarty) - łączna moc 340 MW; kolejne cztery do roku 1976.
W wyniku zbudowania zapory powstał Wilujski Zbiornik Wodny.